# Boršice
Boršice är en ort i Tjeckien.   Den ligger i distriktet Okres Uherské Hradiště och regionen Zlín, i den östra delen av landet, 240 km sydost om huvudstaden Prag. Boršice ligger 209 meter över havet och antalet invånare är 2 239.
Terrängen runt Boršice är platt åt sydost, men åt nordväst är den kuperad. Runt Boršice är det tätbefolkat, med 343 invånare per kvadratkilometer. Närmaste större samhälle är Uherské Hradiště, 8,0 km öster om Boršice. Trakten runt Boršice består till största delen av jordbruksmark.